# Élections européennes de 1994 en France
Les élections européennes de 1994 se déroulent le 12 juin 1994 en France.
Elles sont marquées par la victoire de la liste d'union du Rassemblement pour la République et l'Union pour la démocratie française, ainsi que par l'émergence d'un mouvement eurosceptique de droite mené par Philippe de Villiers et par le résultat du Mouvement des radicaux de gauche, conduits par Bernard Tapie, qui fait presque le même score que le parti socialiste.
Avec un taux de 52,76 %, la participation est supérieure à celle enregistrée en 1989 (48,8 %), mais inférieure à celle enregistrée en 1979 (60,7 %) et 1984 (56,7 %), ainsi qu'à la participation moyenne dans l'Union européenne (56,6 %). La proportion de femmes élues constitue quant à elle un record, 26 candidates étant élues lors de ces élections, soit 30 % de la délégation française.

## Mode de scrutin
Le nombre de sièges attribués à la France passe de 81 à 87. Ils sont élus au suffrage universel direct au sein d'une circonscription unique. Seules les listes obtenant plus de 5 % des suffrages exprimés peuvent obtenir des sièges, répartis proportionnellement à leur résultat.

## Contexte
La droite (Rassemblement pour la République, RPR) et le centre droit (Union pour la démocratie française, UDF) présentent une liste commune, alors que le Parti socialiste et le Mouvement des radicaux de gauche se présentent séparément.
L'alliance RPR-UDF conduit à la présentation d'une liste dissidente par Philippe de Villiers, membre du Parti républicain, composante de l'UDF.
Pour la première fois, quatre partis politiques d'outre-mer, le Parti progressiste martiniquais, le Parti progressiste démocratique guadeloupéen, le Parti socialiste guyanais et le Parti communiste réunionnais, présentent une liste commune.
Au total, 23 listes sont déposées, parmi lesquelles la liste l'Europe commence à Sarajevo, censée forcer les différentes forces politiques à prendre position sur le siège de Sarajevo. Deux semaines avant les élections, la liste est néanmoins retirée.

## Sondages
| Sondeur | Dernier jour du sondage | Échantillon | LO | PCF | Verts | GÉ | MDC | PS | MRG | UDF RPR | DVD (De Villiers) | CPNT | FN | Autres |
| ------- | ----------------------- | ----------- | -- | --- | ----- | -- | --- | -- | --- | ------- | ----------------- | ---- | -- | ------ |
| Sondeur | Dernier jour du sondage | Échantillon |    |     |       |    |     |    |     |         |                   |      |    |        |
| Ipsos   | 24 mai 1994             | 1 000       | 2  | 6   | 2     | 3  | 4   | 20 | 10  | 30      | 8                 | 3    | 10 | 1      |
| Ipsos   | 19 mai 1994             | 1 013       | 3  | 7   | 2     | 3  | 4   | 19 | 10  | 32      | 7                 | 2    | 10 | 0      |
| Ipsos   | 28 avril 1994           | 1 001       | 3  | 6   | 3     | 4  | 3   | 18 | 8   | 39      | 4                 | 2    | 9  | 0      |

## Résultats
| Tête de liste                                                                                          | Tête de liste            | Liste                        | Voix       | %     | Élus | +/-           |
| --- | ------------------------ | ---------------------------- | ---------- | ----- | ---- | ------------- |
| | Dominique Baudis         | UDF - RPR                    | 4 987 686  | 25,57 | 28   | 2             |
| L'union UDF - RPR                                                                                      |                          |                              | 4 987 686  | 25,57 | 28   | 2             |
| | Michel Rocard            | PS                           | 2 825 967  | 14,49 | 15   | 2             |
| L'Europe solidaire                                                                                     |                          |                              | 2 825 967  | 14,49 | 15   | 2             |
| | Philippe de Villiers     | UDF diss. - MPF              | 2 405 916  | 12,34 | 13   | Nv.           |
| Liste de la majorité pour l'autre Europe                                                               |                          |                              | 2 405 916  | 12,34 | 13   | Nv.           |
| | Bernard Tapie            | MRG - CES                    | 2 346 541  | 12,03 | 13   | 8             |
| Énergie radicale avec Bernard Tapie                                                                    |                          |                              | 2 346 541  | 12,03 | 13   | 8             |
| | Jean-Marie Le Pen        | FN                           | 2 051 432  | 10,52 | 11   | 1             |
| Contre l'Europe de Maastricht, allez la France ! Avec Jean-Marie Le Pen                                |                          |                              | 2 051 432  | 10,52 | 11   | 1             |
| | Francis Wurtz            | PCF                          | 1 343 125  | 6,89  | 7    | en stagnation |
| Liste présentée par le Parti communiste français                                                       |                          |                              | 1 343 125  | 6,89  | 7    | en stagnation |
| | André Goustat            | CPNT                         | 771 712    | 3,96  | 0    | en stagnation |
| Chasse, pêche, nature et traditions                                                                    |                          |                              | 771 712    | 3,96  | 0    | en stagnation |
| | Marie-Anne Isler-Béguin  | LV - EA                      | 575 605    | 2,95  | 0    | 9             |
| Union des écologistes pour l'Europe présentée par les Verts, soutenue par la SPA et Écologie autrement |                          |                              | 575 605    | 2,95  | 0    | 9             |
| | Jean-Pierre Chevènement  | MDC                          | 495 493    | 2,54  | 0    | Nv.           |
| L'autre politique                                                                                      |                          |                              | 495 493    | 2,54  | 0    | Nv.           |
| | Arlette Laguiller        | LO                           | 443 107    | 2,27  | 0    | en stagnation |
| Lutte ouvrière                                                                                         |                          |                              | 443 107    | 2,27  | 0    | en stagnation |
| | Brice Lalonde            | GE                           | 392 668    | 2,01  | 0    | Nv.           |
| Génération écologie pour l'Europe - Les vrais écologistes avec Brice Lalonde                           |                          |                              | 392 668    | 2,01  | 0    | Nv.           |
| | Léon Schwartzenberg      | SE                           | 305 872    | 1,57  | 0    | Nv.           |
| L'Europe commence à Sarajevo                                                                           |                          |                              | 305 872    | 1,57  | 0    | Nv.           |
| | Gérard Touati            | SE                           | 125 376    | 0,64  | 0    | en stagnation |
| L'Emploi d'abord ! avec Gérard Touati                                                                  |                          |                              | 125 376    | 0,64  | 0    | en stagnation |
| | Benoît Frappé            | PLN                          | 103 602    | 0,53  | 0    | Nv.           |
| Liste du Parti de la loi naturelle                                                                     |                          |                              | 103 602    | 0,53  | 0    | Nv.           |
| | Daniel Gluckstein        | PT                           | 85 023     | 0,44  | 0    | en stagnation |
| Liste pour l'Europe des travailleurs et de la démocratie, soutenue par le Parti des travailleurs       |                          |                              | 85 023     | 0,44  | 0    | en stagnation |
| | Max Siméoni              | RPS                          | 76 607     | 0,39  | 0    | Nv.           |
| Liste régionaliste et fédéraliste - Régions et peuples solidaires                                      |                          |                              | 76 607     | 0,39  | 0    | Nv.           |
| | Armand Touati            | SE                           | 70 327     | 0,36  | 0    | Nv.           |
| Démocrates pour les Etats-Unis d'Europe conduite par Armand Touati                                     |                          |                              | 70 327     | 0,36  | 0    | Nv.           |
| | Christian Cotten         | SE                           | 58 222     | 0,30  | 0    | Nv.           |
| Politique de vie pour l'Europe                                                                         |                          |                              | 58 222     | 0,30  | 0    | Nv.           |
| | Ernest Moutoussamy       | PPDG - PPM - PCR - PSG - PMS | 37 266     | 0,19  | 0    | Nv.           |
| Rassemblement de l'outre-mer et des minorités                                                          |                          |                              | 37 266     | 0,19  | 0    | Nv.           |
| | Jean Aillaud             | SE                           | 1 293      | 0,01  | 0    | Nv.           |
| Europe pour tous                                                                                       |                          |                              | 1 293      | 0,01  | 0    | Nv.           |
| |                          |                              |            |       |      |               |
| Suffrages exprimés                                                                                     | Suffrages exprimés       | Suffrages exprimés           | 19 502 840 | 94,66 |      |               |
| Votes blancs ou nuls                                                                                   | Votes blancs ou nuls     | Votes blancs ou nuls         | 1 100 895  | 5,34  |      |               |
| Total                                                                                                  | Total                    | Total                        | 20 603 735 | 100   | 87   | 6             |
| Abstention                                                                                             | Abstention               | Abstention                   | 18 446 069 | 47,24 |      |               |
| Inscrits / participation                                                                               | Inscrits / participation | Inscrits / participation     | 39 049 804 | 52,76 |      |               |

### Liste des élus au Parlement européen
| Parti | Parti | Nom                       | Groupe | Groupe  |
| ----- | ----- | ------------------------- | ------ | ------- |
|       | UDF   | Dominique Baudis          |        | PPE     |
|       | RPR   | Hélène Carrère d'Encausse |        | RDE     |
|       | UDF   | Yves Galland              |        | ELDR    |
|       | RPR   | Christian Jacob           |        | RDE     |
|       | UDF   | Jean-Pierre Raffarin      |        | PPE     |
|       | RPR   | Armelle Guinebertière     |        | RDE     |
|       | UDF   | Nicole Fontaine           |        | PPE     |
|       | RPR   | Alain Pompidou            |        | RDE     |
|       | UDF   | Yves Verwaerde            |        | PPE     |
|       | RPR   | Marie-Thérèse Hermange    |        | RDE     |
|       | UDF   | Jean-Louis Bourlanges     |        | PPE     |
|       | RPR   | Jacques Donnay            |        | RDE     |
|       | UDF   | Françoise Grossetête      |        | PPE     |
|       | RPR   | Blaise Aldo               |        | RDE     |
|       | UDF   | Robert Hersant            |        | PPE     |
|       | RPR   | Anne-Marie Schaffner      |        | RDE     |
|       | UDF   | Francis Decourrière       |        | PPE     |
|       | RPR   | Christian Cabrol          |        | RDE     |
|       | UDF   | Bernard Stasi             |        | PPE     |
|       | RPR   | Jean-Claude Pasty         |        | RDE     |
|       | UDF   | André Soulier             |        | PPE     |
|       | RPR   | Jean-Pierre Bazin         |        | RDE     |
|       | UDF   | Pierre Bernard-Reymond    |        | PPE     |
|       | RPR   | Raymond Chesa             |        | RDE     |
|       | UDF   | Georges de Brémond d'Ars  |        | PPE     |
|       | RPR   | Jean Baggioni             |        | RDE     |
|       | UDF   | Jean-Pierre Bébéar        |        | PPE     |
|       | RPR   | Gérard d'Aboville         |        | RDE     |
|       |       |                           |        |         |
|       | PS    | Michel Rocard             |        | PSE     |
|       | PS    | Catherine Trautmann       |        | PSE     |
|       | DVG   | Bernard Kouchner          |        | PSE     |
|       | PS    | Danielle Darras           |        | PSE     |
|       | PS    | André Laignel             |        | PSE     |
|       | PS    | Nicole Péry               |        | PSE     |
|       | PS    | Jack Lang                 |        | PSE     |
|       | PS    | Frédérique Bredin         |        | PSE     |
|       | PS    | Pierre Moscovici          |        | PSE     |
|       | PS    | Élisabeth Guigou          |        | PSE     |
|       | PS    | Jean-Pierre Cot           |        | PSE     |
|       | PS    | Pervenche Berès           |        | PSE     |
|       | PS    | François Bernardini       |        | PSE     |
|       | PS    | Michèle Lindeperg         |        | PSE     |
|       | PS    | Gérard Caudron            |        | PSE     |
|       |       |                           |        |         |
|       | MPF   | Philippe de Villiers      |        | EDN     |
|       | MPF   | James Goldsmith           |        | EDN     |
|       | MPF   | Charles de Gaulle         |        | EDN     |
|       | MPF   | Thierry Jean-Pierre       |        | EDN     |
|       | MPF   | Philippe Martin           |        | EDN     |
|       | MPF   | Françoise Seillier        |        | EDN     |
|       | MPF   | Georges Berthu            |        | EDN     |
|       | MPF   | Hervé Fabre-Aubrespy      |        | EDN     |
|       | MPF   | Dominique Souchet         |        | EDN     |
|       | MPF   | Anne-Christine Poisson    |        | EDN     |
|       | MPF   | Frédéric Striby           |        | EDN     |
|       | MPF   | Édouard des Places        |        | EDN     |
|       | MPF   | Marie-France de Rose      |        | EDN     |
|       |       |                           |        |         |
|       | MRG   | Bernard Tapie             |        | ARE     |
|       | MRG   | Jean-François Hory        |        | ARE     |
|       | MRG   | Catherine Lalumière       |        | ARE     |
|       | MRG   | Christiane Taubira        |        | ARE     |
|       | CES   | Noël Mamère               |        | ARE     |
|       | MRG   | Michel Dary               |        | ARE     |
|       | MRG   | André Sainjon             |        | ARE     |
|       | MRG   | Bernard Castagnède        |        | ARE     |
|       | MRG   | Odile Leperre-Verrier     |        | ARE     |
|       | MRG   | Pierre Pradier            |        | ARE     |
|       | MRG   | Christine Mustin-Mayer    |        | ARE     |
|       | MRG   | Dominique Saint-Pierre    |        | ARE     |
|       | MRG   | Antoinette Fouque         |        | ARE     |
|       |       |                           |        |         |
|       | FN    | Jean-Marie Le Pen         |        | NI      |
|       | FN    | Bruno Mégret              |        | NI      |
|       | FN    | Bruno Gollnisch           |        | NI      |
|       | FN    | Jean-Claude Martinez      |        | NI      |
|       | FN    | Carl Lang                 |        | NI      |
|       | FN    | Marie-France Stirbois     |        | NI      |
|       | FN    | Bernard Antony            |        | NI      |
|       | FN    | Yvan Blot                 |        | NI      |
|       | FN    | Jean-Marie Le Chevallier  |        | NI      |
|       | FN    | Fernand Le Rachinel       |        | NI      |
|       | FN    | Jean-Yves Le Gallou       |        | NI      |
|       |       |                           |        |         |
|       | PCF   | Francis Wurtz             |        | GUE/NGL |
|       | PCF   | Sylviane Ainardi          |        | GUE/NGL |
|       | PCF   | Philippe Herzog           |        | GUE/NGL |
|       | PCF   | Gisèle Moreau             |        | GUE/NGL |
|       | PCF   | René Piquet               |        | GUE/NGL |
|       | PCF   | Mireille Domenech-Diana   |        | GUE/NGL |
|       | DVG   | Aline Pailler             |        | GUE/NGL |